# Beowulf
Beowulf, adaptado al español como Beovulfo, es un poema épico anglosajón anónimo que fue escrito en inglés antiguo en verso aliterativo. Cuenta con 3182 versos. Tanto el autor como la fecha de composición del poema se desconocen aunque las discusiones académicas suelen proponer fechas que van desde el siglo VIII al XII. La obra se conserva en el Códice Nowell o Cotton MS Vitellius A XV y, dada la fama del poema, a pesar de que convive con otras obras en el mismo manuscrito, este se ha dado en llamar Manuscrito Beowulf. Aunque el poema no tiene título en el manuscrito, se le ha llamado Beowulf desde principios del siglo XIX; se conserva en la Biblioteca Británica.
Tiene dos grandes partes: la primera sucede durante la juventud del héroe gauta (o geata, en algunas traducciones, "godo") que da nombre al poema, y narra cómo acude en ayuda de los daneses o jutos, quienes sufrían los ataques de un monstruo gigantesco —Grendel—, y tras matar a este, se enfrenta a su terrible madre; en la segunda parte, Beowulf ya es el rey de los gautas y pelea hasta la muerte con un feroz dragón.
Su importancia como epopeya es equiparable a la del Cantar de los nibelungos germano, el Cantar de mio Cid español, la Canción de Roldán francesa, o el Lebor Gabála Érenn (Libro de las Conquistas de Irlanda).  Durante el siglo XX se han realizado incontables estudios y debates en torno a distintos aspectos del poema.

## Génesis del poema

### Contexto de producción
Los eventos narrados en el poema épico Beowulf tendrían lugar en algún momento entre los siglos V y VII. Observar los hechos históricos acaecidos durante este período de la Edad Media puede ayudar a comprender ciertos factores que incidieron en la composición del poema y las problemáticas que se reflejan en el mismo.
Como apunta Jorge Luis Borges, en este período se dieron las invasiones bárbaras:

En el siglo V de la era cristiana, tribus germánicas procedentes de Dinamarca, de las bocas del Elba (según Beda, el historiador) y del sur de Suecia fueron ocupando Inglaterra. Los textos más antiguos insisten en el carácter militar y violento de esta ocupación.
Borges, Jorge Luis; Ingenieros, Delia:
 Antiguas literaturas germánicas. Fondo de Cultura Económica.

En efecto, este siglo es un período histórico agitado en el cual, tras la retirada de los romanos, los invasores que llegan a las islas británicas van desplazando a los antiguos habitantes (los celtas, luego llamados bretones) y se producen cambios lingüísticos importantes.
Los invasores germanos, que eran anglos, jutos y sajones por un lado, y noruegos y daneses por otro, contaban con un fondo léxico común, pero el sistema flexivo presentaba entre el primer grupo y el segundo diferencias suficientes como para que su utilidad no llevase a su buena conservación. De esta suerte, la tendencia natural de las lenguas germánicas a perder sonidos de la parte final de la palabra se vio fuertemente intensificada en el caso de la formación y evolución del anglosajón.
En la periodización de la historia de la lengua inglesa, este período es conocido como Old English, inglés antiguo o anglosajón, con fecha de inicio el 449 d. C., precisamente el año de las invasiones germánicas, y final el año 1066, cuando comienza el período del Middle English o inglés medio.

### Problemas para una teoría genética
Los acontecimientos que el poema narra tienen lugar entre el siglo V y el VII de la era cristiana en el sur de Escandinavia (en concreto, en Escania y en Selandia). Sin embargo, la fecha precisa en que el cantar fue compuesto es muy discutida. Las opiniones de los estudiosos fijan la creación del poema entre el siglo VIII y el XI.
El primer problema para la datación es decidir si Beowulf tiene un origen exclusivamente ligado a su forma actual (la de un poema heroico) o no. F. A. Blackburn trabaja sobre la génesis del texto con tres hipótesis:
- El poema tiene su origen en el folclore pagano, en un conjunto de leyendas individuales sobre la figura del héroe Beowulf que fueron reunidas y ensambladas por un copista cristiano.

- El poema, en su forma actual, fue redactado por un copista cristiano que se basó en cantares ya existentes, lo que quiere decir que ya existía un poema sobre Beowulf que se ha perdido.

- Fue compuesto, con base en canciones y leyendas previas, por un autor pagano, y posteriormente "cristianizado" por un copista.

Por su parte, Kevin Kiernan sugiere que el poema nació en su forma actual, es decir: que la composición oral y la transcripción fueron contemporáneas. Kiernan propone el siglo XI como fecha de la gesta del poema debido a pruebas paleográficas y filológicas. J. R. R. Tolkien pensaba que el origen del texto era anterior a la fijación escrita del mismo:

El poema es obra de un hombre letrado que escribe sobre tiempos antiguos. [...] lejos de ser un confuso semipagano —algo históricamente poco probable para un hombre de esa clase y en ese período—, a su tarea contribuyeron el conocimiento de la poesía cristiana y sobre todo el del Génesis. [..] La trama no era del poeta, y aunque él le ha infundido sentimiento y significado a su materia en bruto, aquella trama no era un vehículo perfecto para el tema o temas que habían ido cobrando vida en su mente a medida que trabajaba
Tolkien, J. R. R., Beowulf: los monstruos y los críticos

En este sentido Tolkien coincidía con Robert William Chambers, quien opinaba que el cuento popular era la fuente principal del Beowulf.
La fecha más utilizada por los estudiosos es la del siglo VIII.

## Manuscrito

### Procedencia
El propietario más antiguo que se conoce del manuscrito vivió en el siglo XVI: el erudito Lawrence Nowell, de quien recibió su nombre el códice, a pesar de que la signatura oficial del mismo es Cotton Vitellius A.xv, gracias a Robert Bruce Cotton. Kevin Kiernan sostiene que Nowell lo adquirió probablemente en 1563 de manos de William Cecil, primer barón de Burghley, cuando aquel entró en la casa de este último para instruir a Edward de Vere, decimoséptimo conde de Oxford y discípulo de Cecil.
El manuscrito pasó a formar parte de la Biblioteca Cotton, donde sufrió daños irreparables como consecuencia de un incendio en Ashburnham House en 1731. A causa de este episodio, parte del manuscrito se ha deteriorado y se han perdido algunos caracteres. Algunos intentos de restauración, a pesar de haber evitado el deterioro progresivo, terminaron cubriendo algunas otras letras del texto, provocando pérdidas también. Kiernan, docente en la Universidad de Kentucky, ha impulsado en los últimos años el proyecto de digitalización y preservación del poema, conocido como Electronic Beowulf Project ("Proyecto Beowulf Electrónico"). Para esta iniciativa se han utilizado avanzadas técnicas con fibra óptica que han revelado algunos de los símbolos perdidos a lo largo de los años. Procedimientos similares se han empleado en la restauración y el análisis del Cantar de mio Cid.
El poema Beowulf se conoce gracias a un único manuscrito, cuya fecha estimada ronda el año 1000 d. C. Kiernan ha afirmado que este manuscrito es una copia hecha por el mismísimo autor del poema durante el reinado de Canuto II de Dinamarca. En el códice en que el Beowulf sobrevive hoy en día, se encuentran también otras piezas poéticas, como fragmentos de The Life of Saint Christopher, las Cartas de Alejandro a Aristóteles y Wonders of the East, y la parte de la paráfrasis bíblica Judith. Se ha fechado entre 1628 y 1650 la foliación más temprana del Códice Nowell, llevada a cabo por Franciscus Junius. El propietario del códice anterior a Nowell se desconoce todavía.
Tanto el reverendo Thomas Smith (1638-1710) como Humfrey Wanley (1672-1726) asumieron la responsabilidad de catalogar la Biblioteca Cotton, en la cual estaba el Códice Nowell. El catálogo de Smith apareció en 1696 y el de Wanley en 1705. El manuscrito de Beowulf se menciona por primera vez en 1700 en la correspondencia que sostuvo George Hickes, asistente de Wanley, y su jefe. En la carta, Hickes contesta en relación con un supuesto cargo contra Smith, acusado por Wanley de haber pasado por alto el poema al hacer el catálogo del Cotton Vitellius A.xv. Hickes escribe a su superior que todavía no ha sido capaz de dar con el Beowulf. Según algunas teorías, Smith no habría advertido la presencia de la epopeya por su excesiva confianza en catalogaciones previas o porque no se hallaba en el códice en el momento de su revisión.

### Hipótesis de los dos escribas
Según algunas hipótesis, el manuscrito de Beowulf fue transcrito de un original por dos escribas. Se ha identificado a ambos responsables de la transcripción como Escriba A y Escriba B, relevando el segundo al primero en el verso 1939.
Esta teoría se sustenta en el hecho de que hay una diferencia caligráfica entre los versos que van hasta el 1939 —que tienen un aspecto más arcaico— y los que siguen hasta el final del manuscrito. Ambos escribas corrigieron su trabajo y se ha demostrado que el segundo amanuense incluso hizo correcciones al trabajo del Escriba A. Se plantearon los parecidos que guarda el trabajo del segundo escriba con el del que realizó las Homilías de Blickling, por lo cual se cree que ambos fueron, al menos, copiados en el mismo scriptorium. De hecho, durante al menos un siglo, algunos intelectuales sostuvieron que la descripción de la morada de Grendel fue tomada de la visión del infierno expresada por San Pablo en la homilía 16 de la mencionada colección.

## Argumento

### Canto I: Grendel

Ubicación geográfica de las tribus mencionadas en Beowulf

La acción se desarrolla en Dinamarca (en concreto en la isla de Selandia), donde el espléndido palacio Heorot (‘El ciervo’) se ve asolado por los mortales asaltos nocturnos de Grendel, un monstruo semejante a un troll que la obra describe como descendiente del bíblico Caín. La música y alegría que se oye en la sala enoja al monstruo, que mora en las ciénagas; Grendel se ensaña con los criados y guerreros del rey Hrothgar y los devora. (El trovador no es tal, ni es tampoco un bardo, como se dice más adelante, sino un ‘escopo’ o ‘escope’, que es como se traduce del inglés scop el nombre de este poeta cantor de las cortes de Gran Bretaña).
Los ataques del ogro obligan a la corte de Hrothgar a abandonar la sala durante la noche. Esta situación se prolonga a lo largo de 12 años, durante los cuales se va extendiendo por las tierras nórdicas el relato sobre la difícil situación del rey danés. Tal historia llega a oídos de Beowulf, un intrépido héroe gauta que parte en auxilio del monarca junto con 14 guerreros.
Beowulf, sobrino del rey de Gëatlantt (también llamada Götaland, Gotlandia, Gotland o Gautlandia, parte de Escania, en la Suecia meridional), ofrece su ayuda a Hrothgar. La primera impresión de Hrothgar es de escepticismo frente a las pretensiones del desconocido héroe, pero lo recibe gentilmente, y al cabo de un espléndido banquete le encomienda la tarea al recién llegado. Los daneses abandonan la sala y la dejan bajo la vigilancia de los gautas. Grendel regresa esa misma noche a Heorot, derriba sus sólidas puertas y devora a uno de los guerreros. Beowulf es despertado por el alboroto y acude en ayuda de la guardia, trabándose una lucha cuerpo a cuerpo, sin armas, con el engendro, que solo puede liberarse de su agresor perdiendo a cambio uno de sus brazos y huyendo herido a morir en su cueva.
La reina Welto premia a Beowulf con un collar y se hace una celebración en su honor.

### Canto II: La madre de Grendel
A la mañana siguiente todo es regocijo en Heorot; pero por la noche, la madre de Grendel —mucho más feroz que su hijo— se presenta para vengarlo. Mata a Ésker, hombre de Hroðgar, y se marcha llevándose el brazo de su hijo.
Beowulf y su comitiva siguen el rastro de la criatura a través de la pradera hasta su cueva, la cual encuentra solo tras nadar casi un día en las profundidades de un lago atestado de criaturas sobrenaturales. Beowulf y la ogresa combaten en un recinto submarino iluminado por un fuego inexplicable. El gauta, cuando está a punto de ser derrotado, encuentra una gigantesca espada con la que mata a la ogresa. El héroe cercena la cabeza del cadáver de Grendel y retorna a Heorot con sus trofeos.
Realizado el banquete y entregadas las riquezas prometidas por Hroðgar, el héroe parte de regreso a su tierra.

### Canto III: El regreso
De vuelta en Gautlandia, Beowulf se entrevista con su tío Hygelac y le cuenta de sus hazañas en tierras danesas. Ambos intercambian dádivas y se anuncian futuras hostilidades entre los gautas y los headobardos.

### Canto IV: El dragón

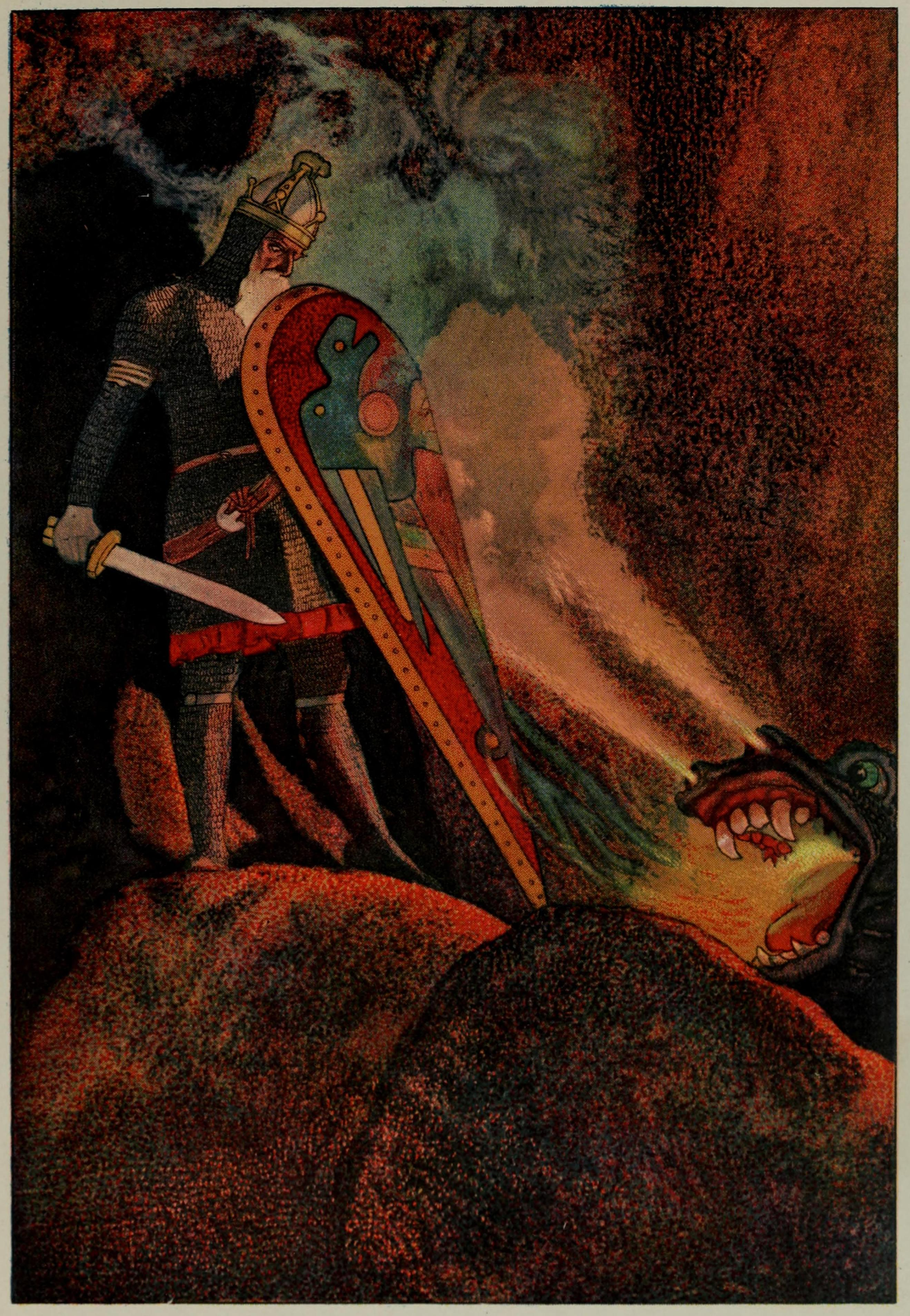
Beowulf cara a cara con el dragón.

Beowulf, ya anciano, ha reinado durante cincuenta años después de suceder a Hygelac, muerto en batalla. En la última etapa de su vida, Beowulf se dispone a enfrentarse, con la sola ayuda de su sobrino Wiglaf, a un temible dragón que está destruyendo su reino.

Un hábil y osado ladrón había penetrado en la cueva del dragón y había robado una copa de plata incrustada de oro y piedras preciosas, parte del inmenso tesoro que guardaba la bestia. Enfurecido, el dragón asalta y destruye el pueblo del ladrón y mata a todos sus habitantes. Beowulf sale a su encuentro para vengar a su gente, pero la reacción del dragón ha aterrado tanto a sus súbditos, que solamente Wiglaf se apresta para acompañarle. 

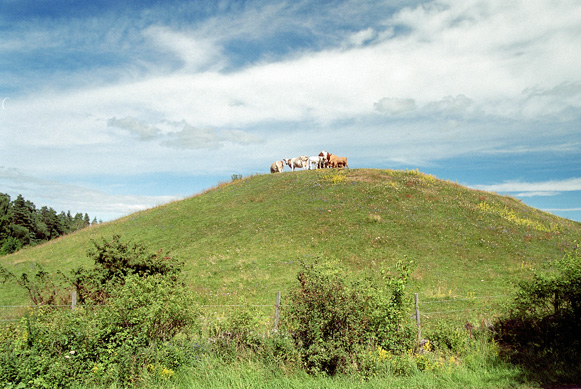
Colina de Skalunda, en Vestrogotia, Suecia, identificada por el arqueólogo sueco Birger Nerman como el túmulo de Beowulf

Después de una cruenta batalla, ambos logran acabar con la bestia, pero Beowulf, gravemente herido, encomienda a su sobrino apoderarse del tesoro y utilizarlo para reconstruir el reino. Pasa su torque de oro a Wiglaf y le confía el reino. Finalmente, Beowulf recibe un funeral: su cuerpo es colocado en una pira funeraria e incinerado. Luego se construye un túmulo con vistas al mar y se colocan allí sus restos junto al oro del dragón.

## Personajes principales
- Beowulf: protagonista del poema anglosajón homónimo, ambientado en la Escandinavia medieval. Sobrino del rey gauta Hygelac y posteriormente rey de Gautlandia cuando aquel muere en combate.
- Grendel: monstruo semejante a un trol que vivía con su madre en una caverna en las marismas cercanas a Heorot y que, al inaugurarse el lujoso mead hall (sala para beber cerveza, hidromiel, mezcla de una cosa y otra, y tal vez alguna triaca) con la música y el canto del bardo de Hrothgar, comenzó a acosar a los nobles que se reunían allí, y fue matándolos hasta apoderarse del salón. Finalmente es muerto por Beowulf en un combate individual sin armas. El poeta desliza frecuentemente comentarios que establecen una filiación directa entre Grendel y Caín:[24]

| Wæs se grimma gæst Grendel haten; mære mearcstapa, se þe moras heold, fen and fæsten. Fifelcynnes eard wonsæli wer weardode hwile, siþðan him Scyppend forscrifen hæfde in Caines cynne. Þone cwealm gewræc, ece Drihten, þæs þe he Abel slog. Ne gefeah he þære fæhðe, ac He hine feor forwræc, Metod for þy mane mancynne fram. Þanon untydras ealle onwocon, eotenas and ylfe and orcneas, swylce gigantas, þa wið Gode wunnon lange þrage. He him ðæs lean forgeald! (vv. 102-114) | La horrible criatura se llamaba Grendel; morador del yermo, su feudo eran páramos, fangales y algares, guarida de endriagos que el maldito ser habitó por tiempo, desde que el Creador hubo desterrado su estirpe en Caín. Así vengo el crimen el Señor Eterno por matar a Abel. Su mal no dio fruto, pues lo echó el Señor por tan vil acción lejos de los hombres. De allí se engendraron estirpes abyectas: los ogros, los elfos e infernales seres, también los gigantes que por largo tiempo a Dios se opusieron. ¡Les dio su castigo! |

- Hroðgar: rey de Heorot, es el segundo de cuatro hermanos (dos hombres llamados Heorogar y Halga, y la última, una hija). Su nombre significa «lanza veloz».
- Madre de Grendel: Descrita como una ogresa, aunque en la mitología escandinava todos los troles son andróginos. Es muerta por Beowulf en combate singular en el fondo de un lago subterráneo en la cueva donde habitaba con Grendel.
- Wiglaf: sobrino de Beowulf, le asiste en su batalla final con el dragón. A la muerte de Beowulf, este le lega su torque de oro y le encomienda el reino de Gëatlantt.

## Características formales

### Verso
Un poema que como Beowulf pertenece al período antiguo del inglés difiere bastante de la poesía moderna en lengua inglesa. El poema consta de 3182 versos germánicos que son aliterativos, como en toda la poesía germánica conocida de la época. En la poesía germánica prima la aliteración, es decir, la repetición interna de fonemas, como recurso para estructurar el verso, mientras que en la tradición ligada a las lenguas romances y en la poesía moderna es la rima al final de cada línea la que cumple ese papel.
Este tipo de verso, el anglosajón, consiste en dos mitades, semiversos o hemistiquios separados por una cesura, y cada una de estas mitades tiene dos sílabas poderosamente acentuadas, aliterando la tercera con la primera o con la segunda, y normalmente con las dos: el primer sonido de la tercera sílaba acentuada (primera del segundo hemistiquio) debe aliterar con el primer sonido de al menos una de las sílabas tónicas de la primera mitad, preferiblemente las dos o al menos la primera. La última sílaba tónica, comúnmente, no debería aliterar con ninguna dentro del mismo verso:

feasceaft funden;       he þæs frofre gebad,
(sufrió desamparo; luego halló consuelo)
Anónimo, Beowulf

El poeta germánico también contaba con una serie de recursos como los epítetos o fórmulas poéticas que refuerzan la aliteración. Estas fórmulas también entrelazaban la narración y brindaban unidad al conjunto. Ejemplos claros de estos son:
- Unferth= un (partícula negativa) y freth (paz), que significan discordia.
- Beowulf= beo (abeja) y wulf (lobo), que significan el guardián (lobo) del pueblo (abejas).

Hay que destacar que muchos de los caracteres que aparecen en el poema no estaban asociados a los mismos fonemas que en el inglés moderno. Por ejemplo, el dígrafo cg se pronunciaría /dʒ/. Tanto la f como la s presentan variantes en su pronunciación de acuerdo al entorno fonético: entre vocales o consonantes sonoras, se las pronuncia con rasgos sonoros, es decir, con vibración, lo que daría los sonidos /v/ y /z/ del inglés actual; en otras circunstancias, no son sonoras. Algunos caracteres ya no forman parte del alfabeto utilizado para el inglés, casos de la thorn (þ) y de la eth (ð), que al presentarse entre otros sonidos con vibración (por ejemplo en «oðer, laþleas, suþern») se convierten en consonantes sonoras, sonando como / ð/. En otras situaciones, permanecen como /θ/ («þunor, suð, soþfæst»).

### Recursos
Es muy común que el poema eche mano de los epítetos llamados kenningar, un tipo de figura retórica de carácter metafórico. Los poetas germánicos los usaban para describir elementos cotidianos en forma poética, por ejemplo una batalla era la «danza de las espadas», un cadáver el «festín de los cuervos» o un río «la sangre de los peñascos».
Las kenningar contribuían a satisfacer las necesidades aliterativas del poema y a la vez producían un efecto poético de extrañamiento acorde con la función metalingüística descripta por Roman Jakobson en Lingüística y poética.
Siendo como era, entre otras cosas, un manual para poetas cantores (escaldos o escaldas) de las cortes escandinavas y de Islandia, la Edda prosaica de Snorri Sturluson reúne un buen número de kenningar, las explica y da instrucciones sobre su uso y su encadenamiento, este último más propio de los escaldos o escaldas de las cortes escandinavas y de Islandia que de los escopos o escopes de Gran Bretaña. Una de sus principales intenciones al escribir este tratado y compendio de poesía escáldica era la de contribuir a conservar un arte que consideraba que estaba degenerando y perdiéndose por falta de conocimiento de la tradición, no solo en cuanto a su forma, sino también en lo que concernía a su contenido.
También se halla en Beowulf el recurso de la puesta en abismo, ya que se intercalan diferentes relatos como el de la carrera natatoria de Beowulf, la renarración que el héroe hace a su rey, Hyglac, y varias ocasiones en el que el bardo de la corte de Hrothgar oficia, reflejando así el papel del poeta que dio forma al poema.

### Estructura
Se pueden marcar varios tipos de estructura en Beowulf, dependiendo del punto de vista que se utilice para acercarse al texto.
Si se atiene a la división del poema en cantos, hay cuatro, como lo refleja la traducción al castellano de Luis y Jesús Lerate:
| I. Grendel.              |
| II. La madre de Grendel. |
| III. El regreso.         |
| IV. El dragón.           |

Si se considera al protagonista como eje estructural, la división se expresaría con relación a los dos grandes momentos de la vida del héroe.
| Momento                  | Acontecimientos                                                          |
| ------------------------ | ------------------------------------------------------------------------ |
| Primer momento: Juventud | Enfrentamiento contra Grendel Enfrentamiento contra la madre de Grendel. |
| Segundo momento: Vejez   | Enfrentamiento contra el dragón.                                         |

Es de notar que en el foco narrativo del poema se suprimen los años de Beowulf como hombre maduro, y solo se hacen ocasionales alusiones a este período de su vida recordando sus hazañas.
Otra posible estructuración se basa en los funerales, puesto que cada uno en la historia induce a cambios de tono en el poema. Inicialmente se consideraban tres funerales como piedras angulares sobre las cuales edificar la estructura del Beowulf, pero Gale Owen-Crocker, en su ensayo The Four Funerals in Beowulf (2000), propuso reconsiderar la clasificación agregando el funeral del pasaje conocido como «The Lay of the Last Survivor» (versos 2247-66).

## Lugares
El tema del espacio en Beowulf tiene vital importancia, en especial porque son pocos los espacios enfocados por el interés del narrador. En esta gesta cada uno de los espacios descritos obedece a un modo u operación poética para caracterizar metonímicamente a quienes gobiernan dichos lugares, calificándolos por extensión con los mismos atributos que se les adjudican a los distintos sitios.
En el caso de los palacios y las salas de comensalía, se habla no solo de su magnificencia, sino de su papel como centro simbólico del poder y centro de la vida social. La perturbación que sufre la sala de Hróthgar durante doce años es un verdadero golpe al orgullo de la cultura germánica, y dada la importancia simbólica de este asentamiento, abandonarlo y construir otro no es una opción aceptable.
Hay tres espacios principales abordados en el poema:
Hérot o Héorot
(‘El ciervo’) es el palacio del rey Hróthgar ubicado en Lejre, cerca de Roskilde (Dinamarca). De acuerdo con los resultados de una serie de excavaciones arqueológicas llevadas a cabo entre los años 1986-1988 y 2004-2006 por el arqueólogo Tom Christensen, en esta localización hay tres complejos residenciales aristocráticos de diferentes periodos, de los cuales el más antiguo data de hacia la primera mitad del siglo VI, que coincidiría con los años en que se documenta la muerte del rey gauta Hygelac, soberano de Beowulf. Véase, por ejemplo, John D. Niles y Marijane Osborn (eds.), Beowulf and Lejre (ACMRS, Arizona Center for Medieval and Renaissance Studies, 2007).
Etimológicamente, la sala se llama "ciervo" en alusión a los cuernos que la adornan. Su origen tiene lugar durante el reinado del rey Hrothgar (v. 67-73 de la reciente edición del poema de B. Santano):

[...] Concibió en su mente 
 mandar a los suyos       que le construyeran 
 un regio palacio,       salón de hidromiel, 
 como antes los hombres       jamás conocieron, 
 y allí, en su interior,        compartir con todos, 
 jóvenes y viejos,        lo que Dios le dio, 
 excepto las tierras       y las vidas de hombres.

El poeta resalta también la imponencia de esa sala y alude a su destrucción a manos de Ingeld (v. 81-85):

[...] Se erguía el palacio 
 con amplios gabletes;       aguardaba el fuego,  
 las violentas llamas,       que, poco después, 
 por pugna mortal,       se generarían 
 del odio de espadas        entre suegro y yerno.

Cueva de Grendel y su madre
Se encuentra en el pleno dominio de lo natural, por lo cual su emplazamiento se referiría también a la lucha del hombre contra la naturaleza adversa y fiera, concepción vigente en estos pueblos europeos. De hecho, alrededor de la entrada a la morada de los ogros se halla una serie de criaturas demoníacas; esta es la sólida descripción que hace el rey Hróthgar (v. 1359-1363):

[…] Lóbrega es su tierra, 
 su hogar son cubiles,       peñascos ventosos,  
 horribles fangales,        donde los torrentes 
 se hunden en tinieblas       y bajo peñascos 
 corren subterráneos.  [...]

Pero el bardo señala muy agudamente que las aguas por las cuales el héroe gauta ingresará se agitan con la sangre en ellas vertida. Este detalle "rabioso" apunta a la cólera que caracteriza tanto al moribundo Gréndel como a su terrible madre. El escenario del combate entre Beowulf y la madre de Gréndel es también una representación sobrenatural del espacio, ya que se trata de «un torvo aposento el cual se encontraba a resguardo del agua» iluminado por una inexplicable fuente de luz.
Cabe destacar que esta cueva submarina es en muchos aspectos lo opuesto al Hérot (o dominio de la civilización), siendo uno de ellos el carácter de «cámara donde se abarrotan los tesoros». El acaparamiento de riquezas es para los pueblos germánicos una falta terrible.
Cueva del dragón
También funciona como oposición a una sala señorial, en este caso la que Beowulf gobierna siendo anciano. De nuevo, el espacio dominado por la bestia es relacionado con el acaparamiento de riquezas materiales, las cuales el poeta se toma el trabajo de describir minuciosamente.

## Intertextos

### Mitos, mitemas y motivos
Durante el transcurso del texto, el poeta utiliza recurrentemente material mítico común al cristianismo y la mitología escandinava. Estos "préstamos" o "aggiornamientos" pueden manifestarse en referencias concretas a mitos conocidos, a mitemas o a motivos comunes en el tejido de un relato de este tipo. Algunas de esas alusiones son:
- El mito de Caín y Abel, para ligar a Grendel al primer homicida según la historia bíblica (v. 108).

- El mito de los gigantes engendrados por Caín (v.114). Estos gigantes son los mismos que forjan la espada en la cueva de Grendel. El poeta dice que eran gente alejada del Señor, por eso murieron ahogados en el diluvio (v. 1690).

- Motivo: el héroe henchido de odio siente repulsión completa por la naturaleza de su enemigo (v. 710). También está presente el motivo del héroe que infunde temor en su perfecto opuesto (v. 753) y el valiente junto con sus enemigos vistos como enemigos naturales (v. 814).

### Relatos
- Batalla de Finnisburgh: los jutos o frisones, dirigidos por Finn, atacan a su anfitrión Hnæf, cuñado de Finn, en la sala de este último. Hnæf y los daneses resisten durante cinco días, y en medio mueren el propio Hnæf y el hijo de Finn. Héngest, el lugarteniente de Hnæf, lo releva pero ambas facciones llegan a un acuerdo: los daneses se someterán a Finn. Héngest, en pleno dilema ético entre la venganza y la obediencia a su nuevo señor, es incitado a tomar revancha y mata al caudillo frisón. Luego los daneses regresan a su tierra tras saquear el palacio de Finn.

## Adaptaciones
Entre las múltiples adaptaciones que este mito ha tenido en la cultura popular destacan la novela Devoradores de cadáveres, del escritor Michael Crichton, donde se narra su origen pseudohistórico. Esta historia sería llevada al cine en 1999 con la película The 13th Warrior. También existe la novela Grendel, de John Gardner, en la cual se narra el mito desde la perspectiva del antagonista. La novela se llevó a la pantalla grande en la película animada Grendel Grendel Grendel en 1981.

### Otras adaptaciones al cine
- Shōnen Jack to Mahōtsukai (少年ジャックと魔法使い Shōnen Jakku to Mahōtsukai?, lit. El chico Jack y la bruja, 1967), película de animación japonesa dirigida por Taiji Yabushita, basada muy libremente en el relato de Beowulf y Grendel, pero con elementos de otras historias del folklore anglosajón, como Jack el matagigantes.
- Beowulf (1999, dirigida por Graham Baker y protagonizada por Christopher Lambert).
- Beowulf & Grendel (2005), protagonizada por Gerard Butler.
- Grendel (2007), protagonizada por Chris Bruno.
- Beowulf (2007, cinta animada por computadora dirigida por Robert Zemeckis).
- Beowulf: Prince of the Geats (2007, dirigida por Scott Wegener).

### Mundo de los cómics
- El poema fue adaptado como novela gráfica por Gareth Hinds en 2007.[33] El guionista Santiago García y el dibujante David Rubín también lo adaptaron al cómic en España en 2013.[34]
- Asimismo, DC Comics publicó en los años 70 una historia ficticia sobre el personaje en las páginas del cómic titulado Beowulf: Dragon Slayer #1 (de mayo de 1975),[35] en el que se narran las aventuras de Beowulf tomando como base la popular historia del poema.[36] Este cómic es obra del escritor Michael Uslan y el dibujante Ricardo Villamonte. El personaje sería relanzado para Los Nuevos 52 en la serie "Sword of Sorcery", como historia acompañante de otro cómic de magia, Amatista, Princesa de Gemworld.[37]

## Recitales
- Beowulf (vv. 1 a 1062). DVD publicado en 2007. Recitado y cantado por Benjamin Bagby, del grupo de música antigua Sequentia, acompañándose con una lira o arpa anglosajona de 6 cuerdas.
  - Vídeo.
    - vv. 665 a 853 Archivado el 13 de noviembre de 2015 en Wayback Machine..

  - Instrumento utilizado Archivado el 27 de septiembre de 2015 en Wayback Machine..
    - Otro similar.